# Westfalia Rhynern
Westfalia Rhynern is een voetbalclub uit de Duitse plaats Rhynern-Hamm. De club werd opgericht in 1935 en speelt zijn thuiswedstrijden in de Helmut-Voss-Arena im Papenloh. In 2018 degradeerde de club uit de Regionalliga West

## Eindklasseringen vanaf 1964
| Seizoen | Competitie                     | Niveau | Eindstand | DFB Pokal | Opmerking                                                                   |
| ------- | ------------------------------ | ------ | --------- | --------- | --------------------------------------------------------------------------- |
| 1963/64 | 2e Kreisklasse Hamm            | VIII   | 7         | --        |                                                                             |
| 1964/65 | 2e Kreisklasse Hamm            | VIII   | 6         | --        |                                                                             |
| 1965/66 | 2e Kreisklasse Hamm            | VIII   | 6         | --        |                                                                             |
| 1966/67 | 2e Kreisklasse Hamm            | VIII   | 4         | --        |                                                                             |
| 1967/68 | 2e Kreisklasse Hamm            | VIII   | 3         | --        |                                                                             |
| 1968/69 | 2e Kreisklasse Hamm            | VIII   | 5         | --        |                                                                             |
| 1969/70 | 2e Kreisklasse Hamm-1          | VIII   | 6         | --        |                                                                             |
| 1970/71 | 2e Kreisklasse Hamm-3          | VIII   | 2         | --        |                                                                             |
| 1971/72 | 2e Kreisklasse Hamm-3          | VIII   | 1         | --        |                                                                             |
| 1972/73 | 1e Kreisklasse Hamm            | VII    | 6         | --        |                                                                             |
| 1973/74 | 1e Kreisklasse Hamm            | VII    | 16        | --        |                                                                             |
| 1974/75 | 2e Kreisklasse Hamm-1          | VIII   | 1         | --        |                                                                             |
| 1975/76 | 1e Kreisklasse Hamm            | VII    | 2         | --        |                                                                             |
| 1976/77 | 1e Kreisklasse Hamm            | VII    | 3         | --        |                                                                             |
| 1977/78 | 1e Kreisklasse Hamm            | VII    | 9         | --        |                                                                             |
| 1978/79 | 1e Kreisklasse Hamm            | VII    | 7         | --        |                                                                             |
| 1979/80 | 1e Kreisklasse Hamm            | VII    | 9         | --        |                                                                             |
| 1980/81 | 1e Kreisklasse Hamm            | VII    | 3         | --        |                                                                             |
| 1981/82 | 1e Kreisklasse Hamm            | VII    | 1         | --        |                                                                             |
| 1982/83 | Bezirksliga Westalen-9         | VII    | 7         | --        |                                                                             |
| 1983/84 | Bezirksliga Westalen-9         | VII    | 5         | --        |                                                                             |
| 1984/85 | Bezirksliga Westalen-9         | VII    | 6         | --        |                                                                             |
| 1985/86 | Bezirksliga Westalen-9         | VII    | 2         | --        |                                                                             |
| 1986/87 | Bezirksliga Westalen-9         | VII    | 7         | --        |                                                                             |
| 1987/88 | Bezirksliga Westalen-9         | VII    | 8         | --        |                                                                             |
| 1988/89 | Bezirksliga Westalen-9         | VII    | 3         | --        |                                                                             |
| 1989/90 | Bezirksliga Westalen-9         | VII    | 2         | --        |                                                                             |
| 1990/91 | Bezirksliga Westalen-9         | VII    | 4         | --        |                                                                             |
| 1991/92 | Bezirksliga Westalen-9         | VII    | 1         | --        |                                                                             |
| 1992/93 | Landesliga Westfalen-5         | V      | 5         | --        |                                                                             |
| 1993/94 | Landesliga Westfalen-5         | V      | 5         | --        | invoering Regionalliga                                                      |
| 1994/95 | Landesliga Westfalen-5         | VI     | 3         | --        |                                                                             |
| 1995/96 | Landesliga Westfalen-5         | VI     | 2         | --        |                                                                             |
| 1996/97 | Landesliga Westfalen-5         | VI     | 1         | --        |                                                                             |
| 1997/98 | Verbandsliga Westfalen Nordost | V      | 9         | --        |                                                                             |
| 1998/99 | Verbandsliga Westfalen Nordost | V      | 3         | --        |                                                                             |
| 1999/00 | Verbandsliga Westfalen Nordost | V      | 6         | --        |                                                                             |
| 2000/01 | Verbandsliga Westfalen Nordost | V      | 13        | --        |                                                                             |
| 2001/02 | Verbandsliga Westfalen Nordost | V      | 13        | --        |                                                                             |
| 2002/03 | Landesliga Westfalen-1         | VI     | 1         | --        |                                                                             |
| 2003/04 | Verbandsliga Westfalen-1       | V      | 6         | --        |                                                                             |
| 2004/05 | Verbandsliga Westfalen-1       | V      | 4         | --        |                                                                             |
| 2005/06 | Verbandsliga Westfalen-1       | V      | 2         | --        |                                                                             |
| 2006/07 | Verbandsliga Westfalen-1       | V      | 4         | --        |                                                                             |
| 2007/08 | Verbandsliga Westfalen-1       | V      | 3         | --        |                                                                             |
| 2008/09 | Westfalenliga-1                | VI     | 8         | --        | invoering 3. Liga                                                           |
| 2009/10 | Westfalenliga-1                | VI     | 1         | --        |                                                                             |
| 2010/11 | NRW-Liga                       | V      | 16        | --        |                                                                             |
| 2011/12 | NRW-Liga                       | V      | 11        | --        |                                                                             |
| 2012/13 | Oberliga Westfalen             | V      | 6         | --        |                                                                             |
| 2013/14 | Oberliga Westfalen             | V      | 7         | --        |                                                                             |
| 2014/15 | Oberliga Westfalen             | V      | 3         | --        |                                                                             |
| 2015/16 | Oberliga Westfalen             | V      | 5         | --        |                                                                             |
| 2016/17 | Oberliga Westfalen             | V      | 2         | --        |                                                                             |
| 2017/18 | Regionalliga West              | IV     | 18        | --        |                                                                             |
| 2018/19 | Oberliga Westfalen             | V      | 5         | --        |                                                                             |
| 2019/20 | Oberliga Westfalen             | V      | 5         | --        | competitie afgebroken i.v.m. coronapandemie.                                |
| 2020/21 | Oberliga Westfalen             | V      | --        | --        | competitie afgebroken i.v.m. coronapandemie. Er wordt geen stand opgemaakt. |
| 2021/22 | Oberliga Westfalen             | V      | 4         | --        |                                                                             |
| 2022/23 | Oberliga Westfalen             | V      | 6         | --        |                                                                             |
| 2023/24 | Oberliga Westfalen             | V      | 10        | --        |                                                                             |
| 2024/25 | Oberliga Westfalen             | V      | 4         | --        |                                                                             |
| 2025/26 | Oberliga Westfalen             | V      | .         | --        |                                                                             |